# 赫里邁利夫
49°19′43″N 26°0′33″E / 49.32861°N 26.00917°E

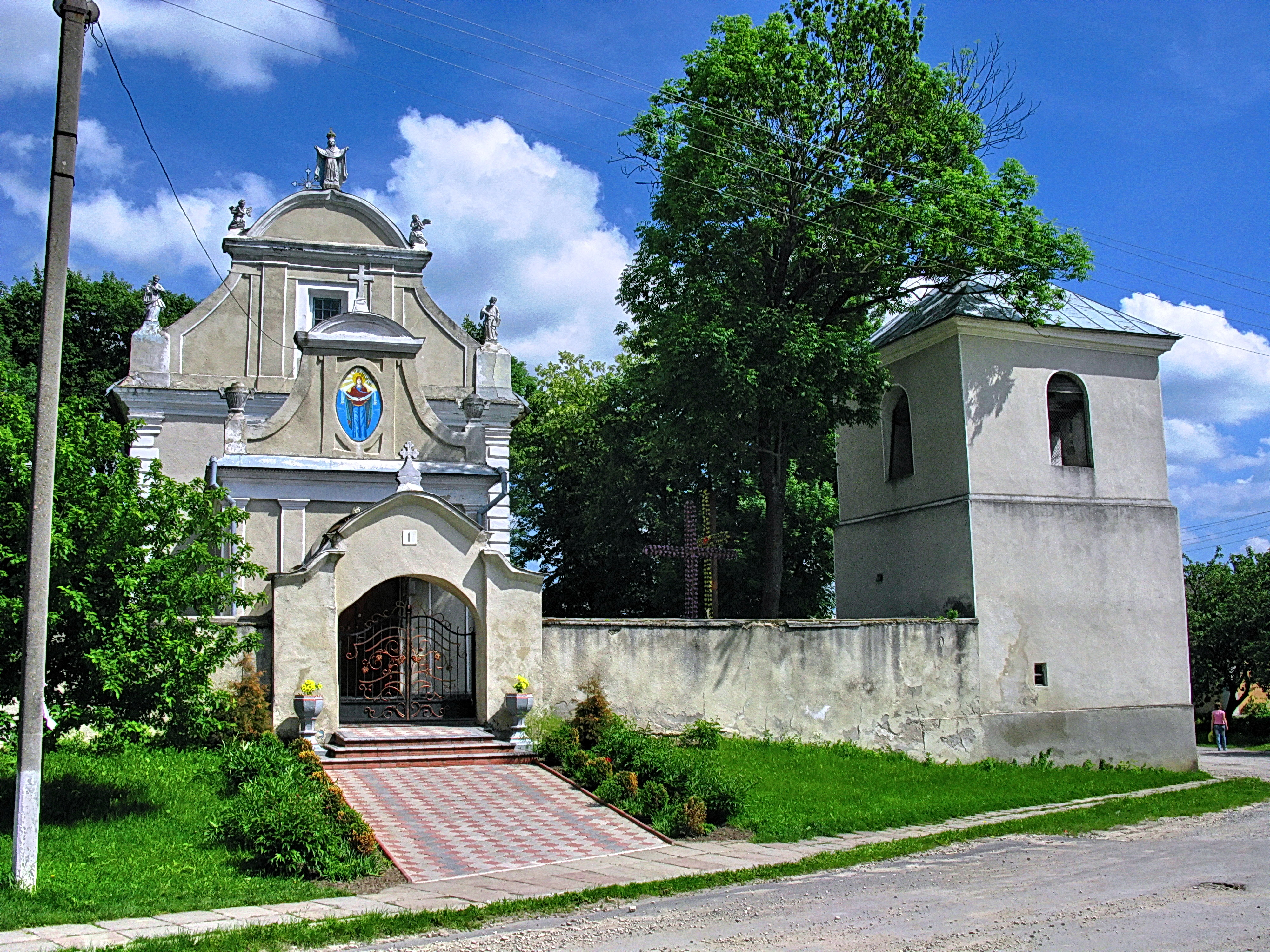
当地教堂

赫里邁利夫（羅馬化：Hrymailiv）是位於烏克蘭西部捷爾諾波爾州喬爾特基夫區赫里邁利夫市鎮的鎮。該鎮處於赫尼拉河畔，面積10平方公里，海拔高度293米，2001年人口2004，人口密度每平方公里200人。2012年人口1,962。